# Park Zacisze (Gorzów Wielkopolski)

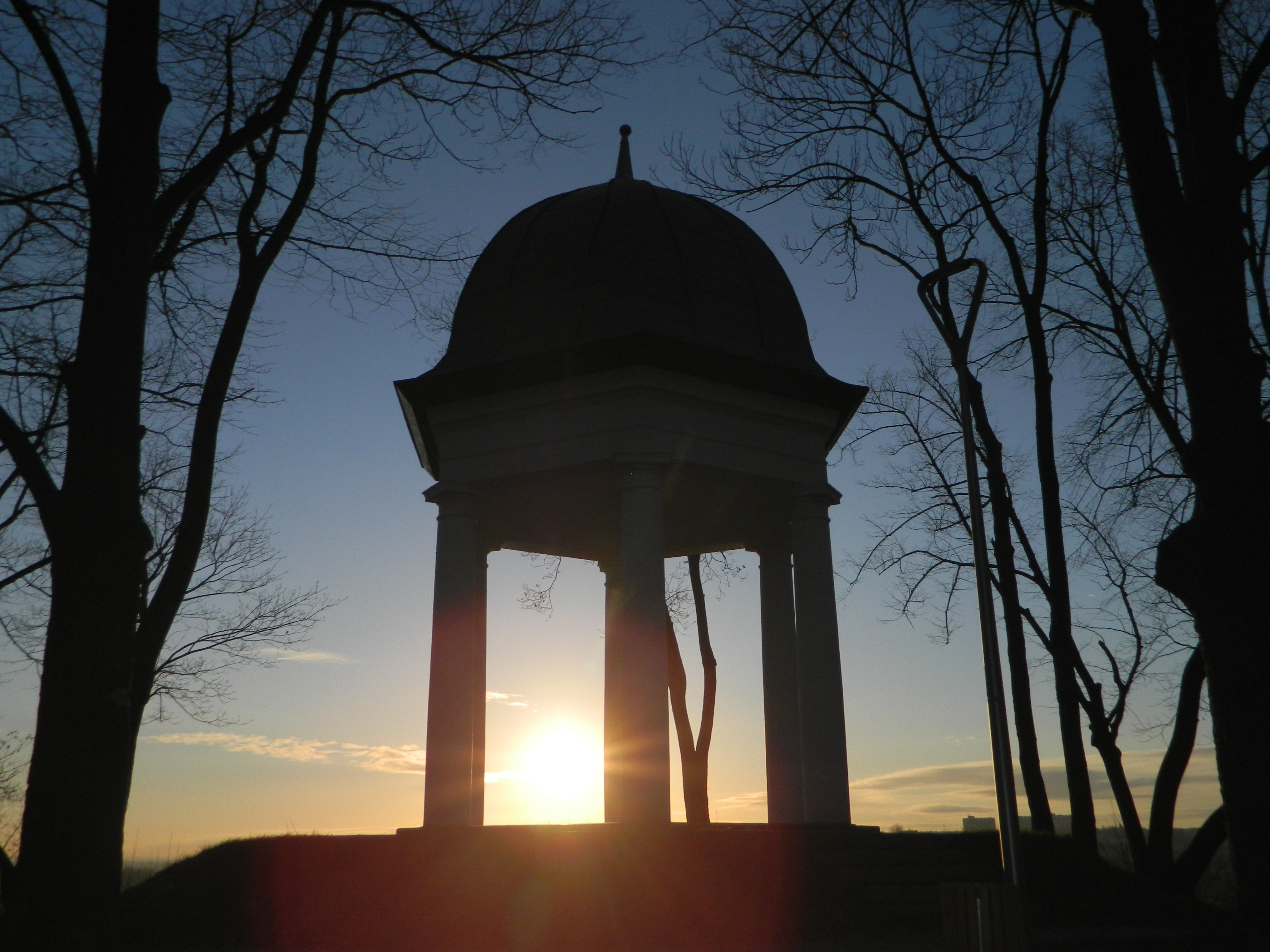
Pawilon widokowy na szczycie wzniesienia w parku, wybudowany w 1909 roku

 Park Zacisze – park położony w północno-zachodniej części Gorzowa Wielkopolskiego. Ograniczają go ulice: Zacisze, aleja Odrodzenia, Wyszyńskiego i Wróblewskiego. Znajduje się w nim mały dirt park – zbudowany przez miejscowych rowerzystów, oraz punkt widokowy na tzw. „Górze kozackiej”. Park ma charakter lasu komunalnego. Zajmuje powierzchnię ok. 13 ha.